# ترمیم فتق کشاله ران

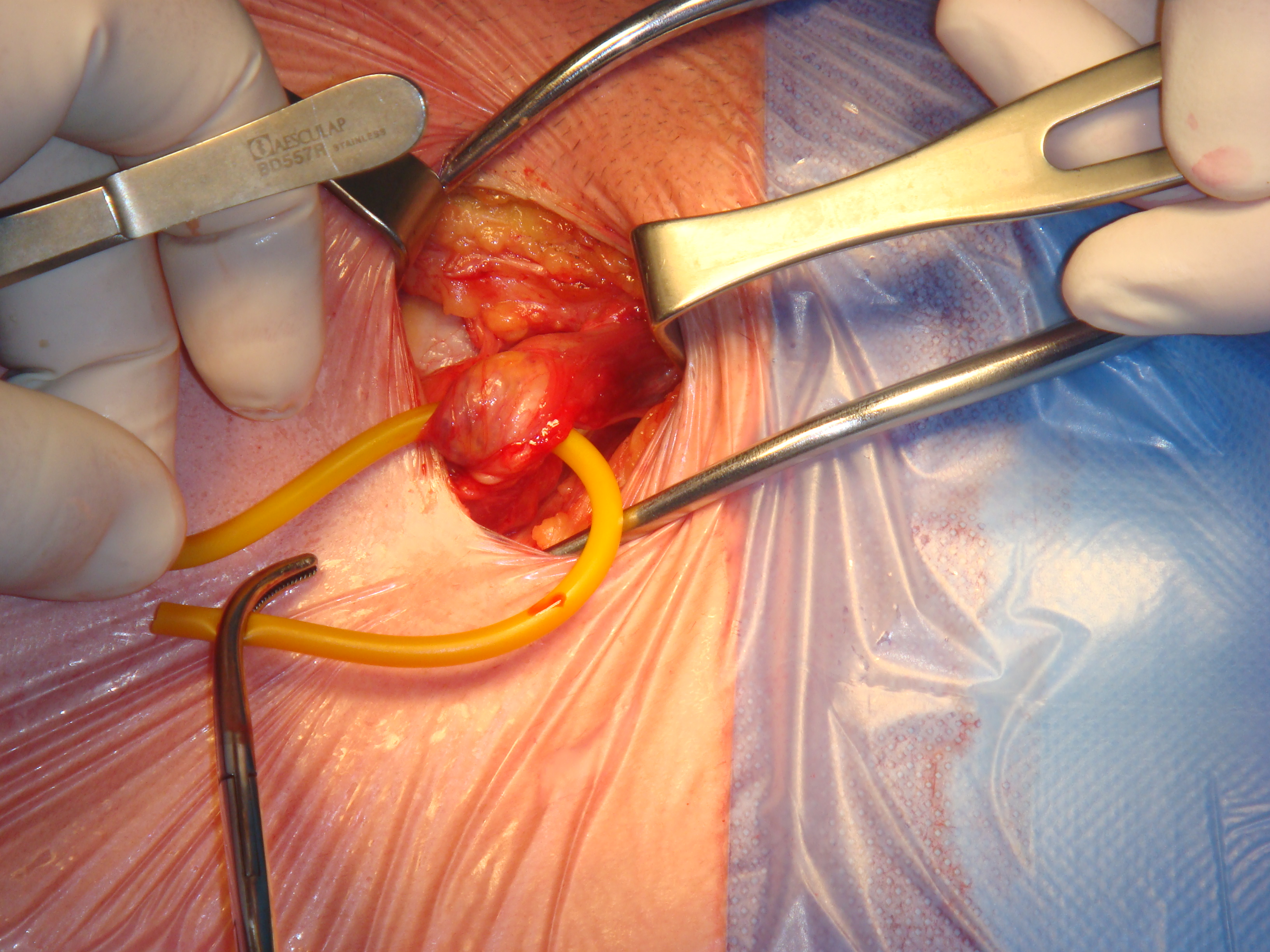
جراحی ترمیم فتق مغبنی راست

فتق مغبنی یا اینگوینال (به انگلیسی: Inguinal hernia) به معنی بیرون‌زدگی احشای شکمی به ویژه روده باریک به درون کانال اینگوینال است و این بیماری بیش از ۹۵ درصد در مردان اتفاق می‌افتد.
این نوع فتق شایعترین فتق در مردان است.
در جراحی ترمیم فتق مغبنی (Inguinal hernia surgery) به ترمیم فتق ایجاد شده در کانال اینگوینال پرداخته می‌شود.

## علائم
علائم فتق مغبنی شامل موارد زیر می‌باشد:
- برآمدگی در کنار کشاله ران یا کیسه بیضه. این برآمدگی ممکن است به‌طور ناگهانی یا در طول چندروز، هفته یا چند ماه ایجاد می‌شود.
- ناراحتی در کشاله ران و درد. ممکن است این درد در هنگام نشست و برخاست بیشتر شود. ممکن است این در بیضه باشد. این در حالی است که بیشتر فتق‌ها بدون درد هستند.
- تهوع و درد ناگهانی به علت به دام انداخته شدن روده باریک در کانال.
- احساس سنگینی، تورم، سرخوردن و احساس سوزش در ناحیه فتق، کیسه بیضه یا بخش داخلی ران. (کیسه بیضه متورم در مردان و در زنان وجود تورم در لوب بزرگ احاطه‌کننده واژن).
- درد و تورم در حالت درازکش.[۲]

## انواع
این عمل جراحی به دو صورت باز و لاپاروسکوپیک به انجام می‌رسد که نوع باز آن شامل دو روش مستقیم وغیر مستقیم می‌باشد.
- فتق غیر مستقیم: در این نوع فتق به دلیل شل شدن دیواره تحتانی شکم ایجاد می‌شود که با افزایش فشار داخل شکم مثل بلند کردن وزنه سنگین یا قرار گرفتن در مانور والسالوا (زور زدن) باعث حرکت روده از طریق حلقه عمقی اینگوینال به درون کانال اینگوینال می‌شود.
- فتق مستقیم:در این نوع فتق به علت اختلال مادرزادی، روده باریک بدون گذر از حلقه عمقی اینگوینال بلکه از طریق جداره خلفی کانال وارد این کانال می‌شود.

در صورت وجود هم‌زمان فتق مستقیم و غیر مستقیم در یک طرف به آن هرنی Pantaloo می‌گویند.

## مراقبت‌های قبل از عمل
- داشتن حمام شب قبل یا صبح روز عمل.
- انجام انما (تنقیه) یا عمل مشابه در صورت داشتن مشکل در اجابت مزاج.
- انجام تست‌های لازم جهت تعین وضعیت بیمار جهت بیهوشی.
- قطع مصرف داروهای خاص همچون آسپرین، رقیق کننده‌های خون یا داروهای تورم مفصلی.
- مصرف داروهای خاص در صبح عمل با یک جرعه کوچک از آب.[۳]

## بیهوشی
در این عمل جراحی از بیهوشی عمومی استفاده می‌شود. در بیمارانی که مشکل تنفسی یا قلبی- عروقی دارند از بیحسی اپیدورال یا نخاعی و حتی بی‌حسی موضعی استفاده نمود.

## وضعیت جراحی
بیمار در وضعیت سوپاین یا خوابیده به پشت قرار می‌گیرد و سر وی کم بالاتر و متمایل به چپ می‌شود.

## وسایل جراحی مورد نیاز
- ست جنرال
- دستگاه ساکشن
- دستگاه الکتروکوتری

مش مخصوص

## تکنیک جراحی
در ابتدا با توجه به محل فتق یک برش اینگوینال در روی پوست زده می‌شود. بعد از کنار زدن پوست، زیرجلد و آپونوروز عضله مایل خارجی، طناب اسپرماتیک نمایان می‌شود.
به کمک کوتر باید به بندایش خون کمک نمود. سپس برای مشخص شدن نوع هرنی با کمک رترکتور فارابوف کنار زده می‌شود. در کنار کانال اینگوینال عصب اینگواینال نیز وجود دارد که باید به آرامی کنار زده شود.
بعد از برش هرنی (فتق)، ترمیم آغاز می‌شود.

روش‌های مختلفی برای ترمیم وجود دارد:
- روش Bassini: در این روش توسط نخ غیرقابل جذب مثل سیلک یا نایلون فاشیا عرضی، عضله عرضی شکم و عضله مایل داخلی به رباط اینگوینال بخیه زده می‌شوند. احتمال عودمجدد در این نوع فتق بسیار کم است.
- روش Mc Vay: در این روش فاشی‌های عرضی شکم به صورت منفرد یا ممتد به لیگامان کوپر دوخته می‌شود. بعد برای جلوگیری از آسیب به عروق فمورال، فاشیای عرضی به رباط اینگوینال نیز دوخته می‌شود.
- مش گذاری به روش Lichtenstein Tension Free:این روش برای درمان هرنی‌های عودکننده بسیار مناسب است. مش پرولن مورد استفاده در این روش است. مش به صورت مربع و گوشه‌های خمیده دور طناب اسپرماتیک در محل خروج آن از طناب اینگوینال قرار می‌گیرد.

لبه داخلی مش به غلاف رکتوس، لبه فوقانی به رباط اینگواینال، لبه خارجی به دور طناب اسپرماتیک و لبه فوقانی به آپونوروز عضله مایل داخلی و غلاف رکتوس دوخته می‌شود.
بخیه از نوع غیرقابل جذب و به شکل ممتد یا منفرد می‌باشد.

## مراقبت‌های بعد از عمل
اغلب بیماران به مدت ۲۴–۴۸ ساعت تحت مراقبت در بیمارستان قرار می‌گیرند.
بیماران باید در هفته نخست بعد از عمل از فعالیت‌های فشار آورنده بر ناحیه ترمیم شده بپرهیزند. بیماران باید به تدریج و طی ۲ تا ۶ هفته به فعالیت طبیعی خود بازگردندند.

## خطر و عوارض احتمالی
- خونریزی
- مشکلات تنفسی از جمله پنومونی
- مشکلات قلبی
- عفونت
- واکنس دارویی
- آسیب به عروق و احشای دیگر
- آسیب عصبی
- آسیب به بیضه‌ها در صورت آسب به عروق ناحیه
- درد طولانی مدت در ناحیه برش
- بازگشت فتق[۱۰]